# Джаванкент
Джаванкент (кум. Башлы, Джаванкент) — село в Каякентском районе Дагестана.
Образует сельское поселение село Джаванкент как единственный населённый пункт в его составе.

## Географическое положение
Расположено у подножья горы Джавандаг, в долине реки Кумашарт, в 33 км к юго-западу от города Избербаш.

## История
В 1877 году в Дагестане вспыхнуло крупное антироссийское восстание, одним из центров которого стал аул Башлы. За непокорность аул был полностью разрушен генералом Комаровым. Впоследствии населению бывшего аула в течение 5 лет не позволяли селиться на прежнем месте. И только в 1882 году бывшим жителям разрешили вернуться, но вместо одного аула было образовано три: Верхний Башлы (позже Капкайкент), Средний Башлы (позже Джаванкент) и Нижний Башлы (позже Александркент),.

## Население
| 1895 | 1926 | 1939  | 1970  | 1989  | 2002  | 2010  |
| ---- | ---- | ----- | ----- | ----- | ----- | ----- |
| 1177 | ↘760 | ↘629  | ↗690  | ↘522  | ↗907  | ↗1011 |
| 2012 | 2013 | 2014  | 2015  | 2016  | 2017  | 2018  |
| ↘968 | ↘958 | ↗959  | ↘952  | ↘947  | ↗953  | ↘946  |
| 2019 | 2020 | 2021  | 2023  | 2024  | 2025  |       |
| ↘937 | →937 | ↗1073 | ↘1063 | ↘1062 | ↗1067 |       |

Национальный состав
По данным Всероссийской переписи населения 2021 года:
| №        | Национальность | Численность, чел. | Доля    |
| -------- | -------------- | ----------------- | ------- |
| 1        | кумыки         | 1 069             | 99,62 % |
| 1.000001 | не указавшие   | 0                 | 0 %     |
| 1.000002 | прочие         | 4                 | 0,37 %  |
| 1.000003 | всего          | 1 073             | 100 %   |